# لئوودنیا
لئوودنیا (به لاتین: Lewdeniya) یک منطقهٔ مسکونی در سری‌لانکا است که در استان مرکزی (سری‌لانکا) واقع شده‌است.